# Caramany
Caramany (în catalană Caramany) este o comună în departamentul Pyrénées-Orientales din sudul Franței. În 2009 avea o populație de 143 de locuitori.

## Evoluția populației
| An        | 1975 | 1982 | 1990 | 1999 | 2006 | 2009 |
| --------- | ---- | ---- | ---- | ---- | ---- | ---- |
| Populație | 241  | 216  | 170  | 165  | 142  | 143  |